# Богдан I
Богдан I (на румънски: Bogdan-Vodă; неизв. – 1365) е български болярин, първият владетел на Богданско, днешна Молдова.
Управлява в периода 1358 – 1365 г. Оглавява въстанието на българския народ против унгарските феодали и през 1359 г. основава в земите между Карпатите, Прут и Дунав независимо Княжество Богданско (Молдовско княжество).